# 9 Dywizja Pancerna SS „Hohenstaufen”

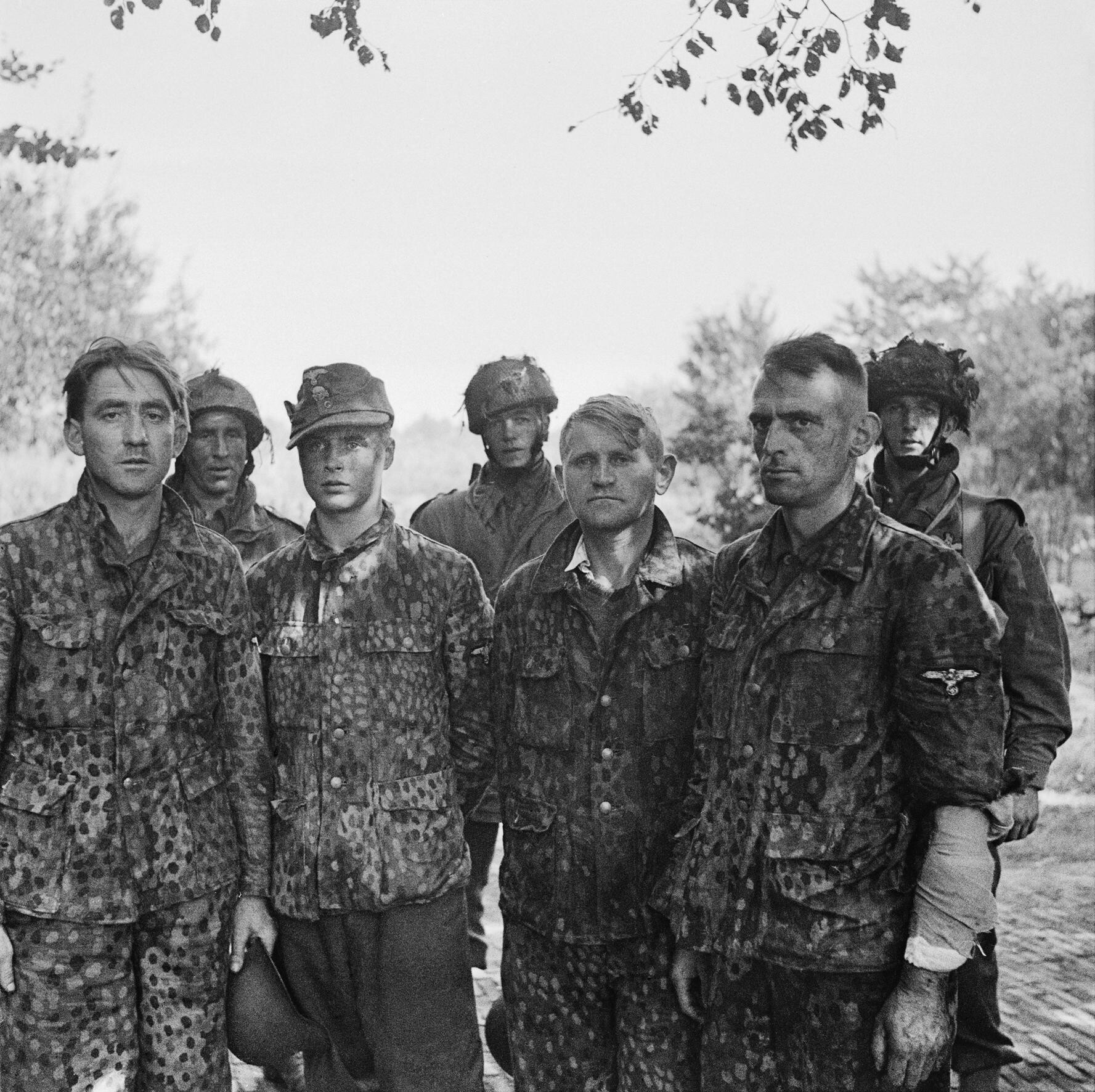
Członkowie dywizji Hohenstaufen schwytani przez Brytyjczyków na przedmieściach Arnhem 18 września 1944 roku

9 Dywizja Pancerna SS „Hohenstaufen” – niemiecka dywizja Waffen-SS, uczestniczyła głównie w walkach przeciw Armii Czerwonej oraz wojskom aliantów zachodnich.

## Historia
Utworzona została w Berlinie zimą 1942/1943, nawiązując nazwą do dynastii cesarskiej Hohenstaufów. Początkowo jako dywizja grenadierów pancernych, a od października 1943 roku jako dywizja pancerna.
Walczyła na froncie wschodnim przeciw Armii Czerwonej. Wiosną 1944 roku w rejonie Tarnopola została zaskoczona przez 52 Gwardyjską Brygadę Pancerną z 6 Gwardyjskiego Korpusu Pancernego wyposażonego w nowe czołgi T-34/85, tracąc m.in. dwa działa pancerne Ferdynand.
W czerwcu 1944 roku rzucono ją przeciwko alianckiemu desantowi w Normandii. Po klęsce wycofana w okolice Arnhem w Holandii, gdzie we wrześniu wylądowała brytyjska dywizja spadochronowa w ramach operacji Market Garden. Ciekawie przedstawiało się zaopatrywanie esesmanów w czasie tej operacji, bowiem dostarczali je Brytyjczycy. Było to możliwe gdyż pierwszego dnia desantu pojmano brytyjskiego oficera, przy którym znaleziono instrukcje, jak wskazywać lotnictwu strefy zrzutu za pomocą paneli, dymu i rac. Instrukcje przetłumaczono na język niemiecki, co umożliwiło 9 Dywizji Pancernej SS „Hohenstaufen”, wyznaczać strefy zrzutu alianckiego zaopatrzenia za własnymi liniami. Od 18 września 1944 roku brytyjska Royal Air Force dostarczała Niemcom uzbrojenie, amunicję i leki, a nawet wodę której brakowało w Arnhem. Szacuje się, że z 390 ton zaopatrzenia dostarczonych 19 września, aż 369 wylądowało za niemieckimi liniami.     
W grudniu 1944 roku dywizja uczestniczyła w ofensywie w Ardenach. Później została przerzucona na Węgry biorąc udział w operacji „Frühlingserwachen”. Wojnę skończyła w Austrii poddając się wojskom armii USA.

## Dowódcy dywizji
- SS-Obergruppenführer Wilhelm Bittrich (15 lutego 1943 – 29 czerwca 1944)
- SS-Oberführer Thomas Müller (29 czerwca 1944 – 10 lipca 1944)
- SS-Brigadeführer Sylvester Stadler (10 lipca 1944 – 31 lipca 1944)
- SS-Oberführer Friedrich-Wilhelm Bock (31 lipca 1944 – 29 sierpnia 1944)
- SS-Standartenführer Walter Harzer (29 sierpnia 1944 – 10 października 1944)
- SS-Brigadeführer Sylvester Stadler (10 października 1944 – 8 maja 1945)

## Struktura organizacyjna
- SS-Panzergrenadier Regiment 19 (pułk grenadierów pancernych)
- SS-Panzergrenadier Regiment 20 (pułk grenadierów pancernych)
- SS-Panzer Regiment 9 (pułk czołgów)
- SS-Panzer Artillerie Regiment 9 (pułk artylerii)
- SS-Panzer-Aufklärungs-Abteilung 9
- SS-Panzerjäger-Abteilung 9 (oddział przeciwpancerny)
- SS-Flak-Abteilung 9 (oddział przeciwlotniczy)
- SS-Panzer-Pioneer-Abteilung 9 (oddział saperów)
- SS-Panzer-Nachrichten-Abteilung 9 (oddział zwiadu)
- SS-Sturmgeschütz-Abteilung 9 (oddział dział pancernych)
- SS-Beobachtungs-Batterie 9 (bateria obserwacyjna)
- SS-Nachschubtruppen 9
- SS-Sanitäts-Kompanien 9 (kompania sanitarna)